# WFLV-Futsal-Liga 2015/16
Die WFLV-Futsal-Liga 2015/16 war die elfte Saison der WFLV-Futsal-Liga, der höchsten Futsalspielklasse der Männer in Nordrhein-Westfalen. Meister wurde Holzpfosten Schwerte vor dem MCH Futsal Club Sennestadt. Beide Mannschaften qualifizierten sich für die Deutsche Futsal-Meisterschaft 2016. Die Abstiegsplätze belegten die Bonner Futsal Lions, die Futsal Sportfreunde Uni Siegen und der PSV Wesel-Lackhausen. Aus den zweiten Ligen stiegen die Black Panthers Bielefeld, Alemannia Aachen und die Futsal Lions Düsseldorf auf. Torschützenkönig wurde Muhammet Sözer vom MCH Futsal Club Sennestadt mit 28 Toren. Zur kommenden Saison wurde die Liga in Futsalliga West umbenannt.

## Tabelle
| Pl.               | Verein                         | Sp. | S  | U | N  | Tore    | Diff. | Punkte |
| ----------------- | ------------------------------ | --- | -- | - | -- | ------- | ----- | ------ |
| 1.                | Holzpfosten Schwerte           | 18  | 15 | 0 | 3  | 129:600 | +69   | 45     |
| 2.                | MCH Futsal Club Sennestadt     | 18  | 14 | 2 | 2  | 125:650 | +60   | 44     |
| 3.                | Futsal Panthers Köln           | 18  | 14 | 2 | 2  | 089:460 | +43   | 44     |
| 4.                | UFC Münster (M)                | 18  | 12 | 0 | 6  | 092:610 | +31   | 36     |
| 5.                | UFC Paderborn (N)              | 18  | 9  | 3 | 6  | 095:870 | +8    | 30     |
| 6.                | SC Bayer 05 Uerdingen          | 18  | 5  | 2 | 11 | 083:960 | −13   | 17     |
| 7.                | SC Aachen (N)                  | 18  | 4  | 2 | 12 | 054:800 | −26   | 14     |
| 8.                | Bonner Futsal Lions            | 18  | 4  | 1 | 13 | 082:108 | −26   | 13     |
| 9.                | Futsal Sportfreunde Uni Siegen | 18  | 3  | 3 | 12 | 073:119 | −46   | 12     |
| 10.               | PSV Wesel-Lackhausen (N)       | 18  | 2  | 1 | 15 | 062:162 | −100  | 07     |
| Stand: Saisonende |                                |     |    |   |    |         |       |        |

| Zum Saisonende 2015/16: | |
|                         | |
|                         | Meister und Teilnahme an der Deutschen Futsal-Meisterschaft 2016: Holzpfosten Schwerte                            |
|                         | Teilnahme an der Deutschen Futsal-Meisterschaft: MCH Futsal Club Sennestadt                                       |
|                         | Abstieg in die Ober- bzw. Verbandsliga: Bonner Futsal Lions, Futsal Sportfreunde Uni Siegen, PSV Wesel-Lackhausen |
|                         | |
| Zum Saisonende 2014/15: | |
| (M)                     | Titelverteidiger: UFC Münster                                                                                     |
| (N)                     | Aufsteiger aus der Ober- bzw. Verbandsliga: SC Aachen, UFC Paderborn, PSV Wesel-Lackhausen                        |